# Damien Leone
Damien Leone, född 29 januari 1982, är en amerikansk filmregissör, manusförfattare och filmproducent känd för att ha skrivit och regisserat All Hallows' Eve (2013), Terrifier (2016), Terrifier 2 (2022) och Terrifier 3 (2024), som alla innefattar hans figur Art the Clown.

## Karriär
2016 släpptes Terrifier. Leone skrev och regisserade bland annat filmen, som så småningom blev en kultfilm och för vilken han nominerades till ett Fangoria Chainsaw Award för Best Makeup FX. 2022 gjorde Leone uppföljaren, Terrifier 2, som togs emot positivt av kritiker och blev en kassasuccé. Filmen spelade in mer än 15 miljoner dollar på en budget på 250 000 dollar. Leone nominerades återigen till Fangoria Chainsaw Award Best Makeup FX, för sitt arbete med Terrifier 2, som han senare vann.